# 아루바의 인구
아루바의 인구는 출생국가를 기준으로 아루바 66%, 콜롬비아 9.1%, 네덜란드 4.3%, 도미니카 공화국 4.1%, 베네수엘라 3.2%, 퀴라소 2.2%, 아이티 1.5%, 수리남 1.2%, 페루 1.1%, 중국 1.1%, 그리고 기타국가출신 6.2%로 이루어져 있다.
아루바의 인종구성은 복합인종 75%, 흑인 15%, 그리고 기타 인종 10%로 이루어져 있다. 아루바는 대부분의 카리브해 제도들보다 아라와크족 계통이 강한 편이다. 비록 순수 아라와크족이 남아있지는 않지만, 아루바 사람들의 이목구비 등에서 아라와크족 계통의 유전적인 특성을 분명하게 나타내고 있다. 현재 아루바 인구의 대부분은 카케티오 원주민, 아프리카 출신 노예, 그리고 네덜란드 출신 정착민들의 자손들로, 이보다 더 적은 규모의 스페인, 포르투갈, 영국, 프랑스 출신의 정착민들과 스파라드 유대인 등 오랜 시간에 걸쳐 아루바에 정착한 다양한 출신의 민족집단이 있다.
최근 계속하여 아루바와 인접한 남아메리카와 카리브 제도 국가에서 상당한 규모의 이민자들이 들어오고 있는데, 아루바의 비교적 높은 임금으로 인해 그 수가 증가하고 있다. 이들 중 가장 주목받는 출신국가는 베네수엘라로, 아루바에서 남쪽으로 불과 29km (18mi)의 거리를 두고 있다. 2007년, 아루바 정부는 인구증가의 규모를 조절하기 위해 외국인 노동자의 최장거주기간을 3년으로 제한하는 새로운 이민법을 도입하였다.
유엔 통계 기준 2019년 아루바의 인구는 약 10만 600명이다.

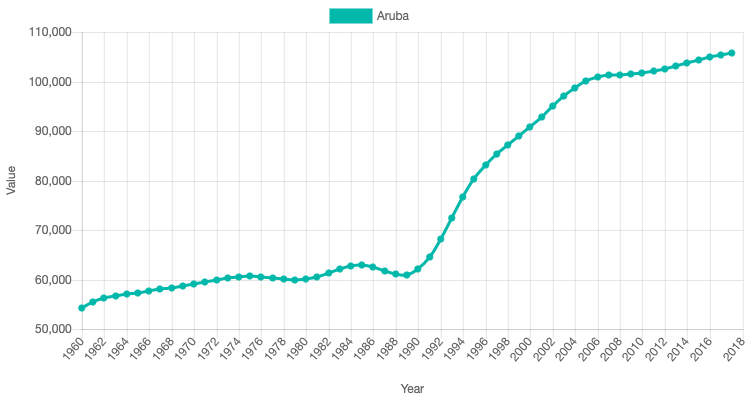
1960-2017 아루바의 인구.

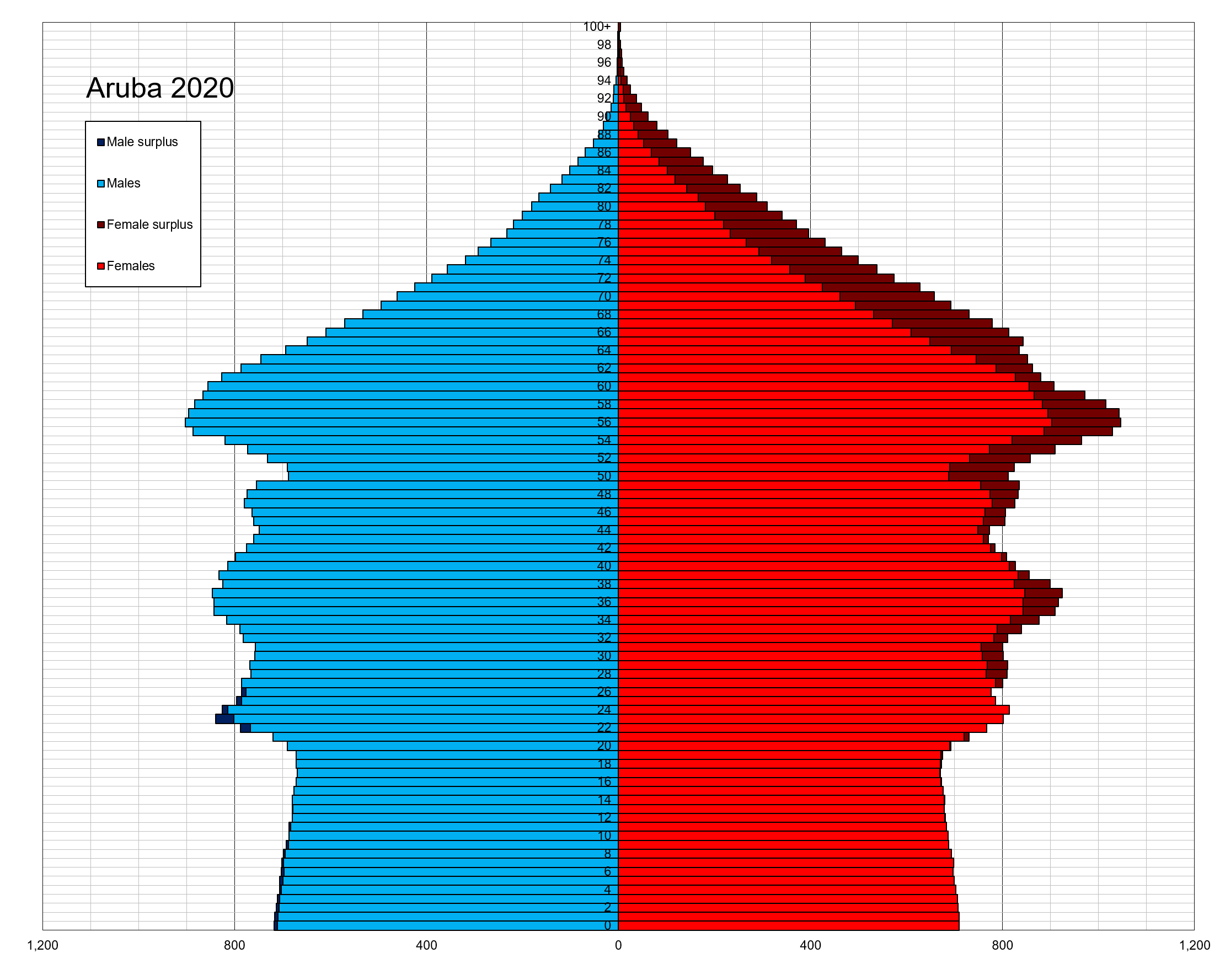
2020년 아루바의 인구 피라미드.

## 인구 통계

### 1952-현재 출생 및 사망 통계
|      | 인구    | 출생아 수 | 사망자 수 | 자연 증감 | 조출생률 | 조사망률 | 자연 증감률 (1000명당) | 합계출산율 |
| ---- | ------- | --------- | --------- | --------- | -------- | -------- | ---------------------- | ---------- |
| 1952 | 38.964  | 1 958     | 249       | 1 709     | 50.2     | 6.4      | 43.9                   |            |
| 1953 | 40.148  | 2 002     | 172       | 1 830     | 49.9     | 4.3      | 45.6                   |            |
| 1954 | 41.760  | 2 015     | 205       | 1 810     | 48.2     | 4.9      | 43.3                   |            |
| 1955 | 43.724  | 1 916     | 236       | 1 680     | 43.8     | 5.4      | 38.4                   |            |
| 1956 | 45.933  | 1 918     | 228       | 1 690     | 41.8     | 5.0      | 36.8                   |            |
| 1957 | 48.241  | 2 017     | 233       | 1 784     | 41.8     | 4.8      | 37.0                   |            |
| 1958 | 50.497  | 1 968     | 232       | 1 736     | 39.0     | 4.6      | 34.4                   |            |
| 1959 | 52.531  | 1 836     | 248       | 1 588     | 34.9     | 4.7      | 30.2                   |            |
| 1960 | 54.211  | 1 916     | 254       | 1 662     | 35.3     | 4.7      | 30.7                   |            |
| 1961 | 55.438  | 1 838     | 217       | 1 621     | 33.2     | 3.9      | 29.2                   |            |
| 1962 | 56.225  | 1 787     | 215       | 1 572     | 31.8     | 3.8      | 28.0                   |            |
| 1963 | 56.695  | 1 657     | 208       | 1 449     | 29.2     | 3.7      | 25.6                   |            |
| 1964 | 57.032  | 1 556     | 224       | 1 332     | 27.3     | 3.9      | 23.4                   |            |
| 1965 | 57.360  | 1 420     | 225       | 1 195     | 24.8     | 3.9      | 20.8                   |            |
| 1966 | 57.715  | 1 230     | 219       | 1 011     | 21.3     | 3.8      | 17.5                   |            |
| 1967 | 58.055  | 1 151     | 226       | 925       | 19.8     | 3.9      | 15.9                   |            |
| 1968 | 58.386  | 1 143     | 258       | 885       | 19.6     | 4.4      | 15.2                   |            |
| 1969 | 58.726  | 1 188     | 318       | 870       | 20.2     | 5.4      | 14.8                   |            |
| 1970 | 59.063  | 1 234     | 289       | 945       | 20.9     | 4.9      | 16.0                   |            |
| 1971 | 59.440  | 1 232     | 292       | 940       | 20.7     | 4.9      | 15.8                   |            |
| 1972 | 59.840  | 1 201     | 275       | 926       | 20.1     | 4.6      | 15.5                   |            |
| 1973 | 60.243  | 1 003     | 287       | 716       | 17.2     | 4.9      | 12.3                   |            |
| 1974 | 60.528  | 962       | 298       | 664       | 16.5     | 5.1      | 11.4                   |            |
| 1975 | 60.657  | 968       | 286       | 682       | 16.6     | 4.9      | 11.7                   |            |
| 1976 | 60.586  | 941       | 300       | 641       | 16.1     | 5.1      | 11.0                   |            |
| 1977 | 60.366  | 993       | 320       | 673       | 17.0     | 5.5      | 11.5                   |            |
| 1978 | 60.103  | 1 058     | 284       | 774       | 18.0     | 4.8      | 13.2                   |            |
| 1979 | 59.980  | 1 065     | 318       | 747       | 18.0     | 5.4      | 12.6                   |            |
| 1980 | 60.096  | 1 125     | 288       | 837       | 18.8     | 4.8      | 14.0                   |            |
| 1981 | 60.567  | 1 051     | 317       | 734       | 17.4     | 5.2      | 12.1                   |            |
| 1982 | 61.345  | 1 036     | 313       | 723       | 16.9     | 5.1      | 11.8                   |            |
| 1983 | 62.201  | 1 133     | 339       | 794       | 18.2     | 5.4      | 12.8                   |            |
| 1984 | 62.836  | 1 169     | 323       | 846       | 18.6     | 5.1      | 13.4                   |            |
| 1985 | 63.026  | 1 109     | 334       | 775       | 18.0     | 5.4      | 12.6                   |            |
| 1986 | 62.644  | 1 014     | 377       | 637       | 16.9     | 6.3      | 10.6                   |            |
| 1987 | 61.833  | 992       | 370       | 622       | 16.8     | 6.3      | 10.5                   |            |
| 1988 | 61.079  | 949       | 335       | 614       | 16.0     | 5.6      | 10.3                   |            |
| 1989 | 61.032  | 1 141     | 372       | 769       | 18.9     | 6.2      | 12.7                   |            |
| 1990 | 62.149  | 1 140     | 419       | 721       | 18.2     | 6.7      | 11.5                   |            |
| 1991 | 64.622  | 1 157     | 429       | 728       | 17.6     | 6.5      | 11.0                   |            |
| 1992 | 68.235  | 1 292     | 424       | 868       | 18.7     | 6.1      | 12.6                   |            |
| 1993 | 72.504  | 1 337     | 402       | 935       | 18.1     | 5.5      | 12.7                   |            |
| 1994 | 76.700  | 1 315     | 431       | 884       | 16.9     | 5.6      | 11.4                   |            |
| 1995 | 80.324  | 1 419     | 504       | 915       | 17.8     | 6.3      | 11.5                   |            |
| 1996 | 83.200  | 1 452     | 469       | 983       | 17.5     | 5.6      | 11.8                   |            |
| 1997 | 85.451  | 1 457     | 497       | 960       | 16.9     | 5.8      | 11.1                   |            |
| 1998 | 87.277  | 1 315     | 505       | 810       | 14.9     | 5.7      | 9.2                    |            |
| 1999 | 89.005  | 1 251     | 561       | 690       | 14.0     | 6.3      | 7.7                    |            |
| 2000 | 90.588  | 1 294     | 531       | 763       | 14.3     | 5.9      | 8.4                    | 1.98       |
| 2001 | 91.439  | 1 263     | 435       | 828       | 13.8     | 4.8      | 9.1                    | 1.95       |
| 2002 | 92.074  | 1 228     | 492       | 736       | 13.3     | 5.3      | 8.0                    | 1.93       |
| 2003 | 93.128  | 1 244     | 501       | 743       | 13.4     | 5.4      | 8.0                    | 1.94       |
| 2004 | 95.138  | 1 193     | 502       | 691       | 12.5     | 5.3      | 7.3                    | 1.89       |
| 2005 | 97.634  | 1 263     | 482       | 781       | 12.9     | 4.9      | 8.0                    | 1.91       |
| 2006 | 99.405  | 1 359     | 539       | 820       | 13.7     | 5.4      | 8.2                    | 2.01       |
| 2007 | 100.149 | 1 339     | 533       | 806       | 13.4     | 5.3      | 8.0                    | 1.99       |
| 2008 | 100.916 | 1 319     | 554       | 765       | 13.1     | 5.5      | 7.6                    | 1.97       |
| 2009 | 101.604 | 1 253     | 629       | 624       | 12.3     | 6.2      | 6.1                    | 1.92       |
| 2010 | 101.873 | 1 197     | 619       | 578       | 11.8     | 6.1      | 5.7                    | 1.80       |
| 2011 | 102.813 | 1 092     | 633       | 459       | 10.6     | 6.2      | 4.5                    | 1.72       |
| 2012 | 104.580 | 1 140     | 595       | 545       | 10.9     | 5.7      | 5.2                    | 1.75       |
| 2013 | 106.383 | 1 154     | 560       | 594       | 10.9     | 5.3      | 5.6                    | 1.77       |
| 2014 | 107.823 | 1 376     | 643       | 733       | 12.8     | 6.0      | 6.8                    | 1.86       |
| 2015 | 109.225 | 1 244     | 679       | 565       | 11.4     | 6.2      | 5.2                    | 1.79       |
| 2016 | 110.354 | 1 121     | 781       | 340       | 10.2     | 7.1      | 2.9                    | 1.63       |
| 2017 | 110.850 | 1 202     | 707       | 495       | 10.8     | 6.4      | 4.4                    | 1.74       |
| 2018 | 111.466 | 1 028     | 717       | 311       | 9.2      | 6.4      | 2.8                    | 1.48       |
| 2019 | 112.019 | 1 029     | 665       | 364       | 9.2      | 5.9      | 3.3                    | 1.49       |
| 2020 | 111.620 | 870       | 743       | 127       | 7.8      | 6.7      | 1.1                    | 1.28       |

### 1950-현재 유엔 추계
출처: 유엔 세계인구전망 2019

#### 인구
|      | 인구    | 15세 미만 (%) | 15–24세 (%) | 25–64세 (%) | 65세 이상 (%) | 중위 연령 (세) |
| ---- | ------- | ------------- | ----------- | ----------- | ------------- | -------------- |
| 1950 | 38,068  | 43.0          | 18.3        | 36.9        | 1.8           | 18.5           |
| 1970 | 59,063  | 37.3          | 20.3        | 38.4        | 4.0           | 20.8           |
| 1990 | 62,149  | 24.6          | 14.2        | 53.6        | 7.7           | 31.2           |
| 2000 | 90,853  | 23.2          | 12.3        | 56.9        | 7.6           | 34.4           |
| 2005 | 100,031 | 21.5          | 13.4        | 56.5        | 8.6           | 36.2           |
| 2010 | 101,669 | 20.9          | 12.3        | 56.6        | 10.3          | 38.4           |
| 2015 | 104,341 | 18.7          | 14.3        | 54.9        | 12.1          | 40.1           |
| 2020 | 106,766 | 17.4          | 13.8        | 54.2        | 14.6          | 41.0           |

#### 그 외 출생 및 사망 등 기타 통계
| 기간 | 출생아 수 (천 명) | 사망자 수 (천 명) | 자연 증감 (천 명) | 조출생률 | 조사망률 | 합계출산율 | 영아 사망률 | 유아 사망률 | 출생 성비 | 인구 성장률 |
| --- | ----------------- | ----------------- | ----------------- | -------- | -------- | ---------- | ----------- | ----------- | --------- | ----------- |
| 1950–1955 | 9                 | 2                 | 7                 | 44.3     | 8.9      | 5.65       | 69          | 95          | 105       | 2.8         |
| 1965–1970 | 8                 | 2                 | 6                 | 26.3     | 5.7      | 3.30       | 36          | 44          | 105       | 0.6         |
| 1985–1990 | 7                 | 2                 | 4                 | 20.8     | 7.0      | 2.30       | 19          | 23          | 105       | -0.3        |
| 1995–2000 | 7                 | 3                 | 4                 | 15.3     | 6.9      | 1.95       | 18          | 21          | 105       | 2.5         |
| 2000–2005 | 6                 | 3                 | 3                 | 13.2     | 7.1      | 1.82       | 18          | 21          | 105       | 1.9         |
| 2005–2010 | 6                 | 4                 | 2                 | 11.7     | 7.6      | 1.76       | 16          | 19          | 105       | 0.3         |
| 2010-2015 | 6                 | 4                 | 1                 | 11.1     | 8.3      | 1.80       | 15          | 17          | 105       | 0.5         |
| 2015-2020 | 6                 | 5                 | 1                 | 11.7     | 9.0      | 1.90       | 14          | 16          | 105       | 0.5         |
| * 연평균 기준이며, 예외적으로 출생아 수, 사망자 수, 자연 증감의 경우 연평균 기준이 아닌, 해당 기간 전체 수를 모두 합한 것임. |                   |                   |                   |          |          |            |             |             |           |             |

## 성별 및 연령별 인구 구조
2019년 7월 1일 유엔 추산:
| 연령대     | 남성   | 여성   | 전체    |
| ---------- | ------ | ------ | ------- |
| 전체       | 52 998 | 59 022 | 112 019 |
| 0          | 523    | 514    | 1 037   |
| 1-4        | 2 639  | 2 439  | 5 078   |
| 5–9        | 3 402  | 3 341  | 6 743   |
| 10–14      | 3 645  | 3 461  | 7 106   |
| 15–19      | 3 597  | 3 478  | 7 075   |
| 20–24      | 6 280  | 3 213  | 6 280   |
| 25–29      | 3 398  | 3 465  | 6 864   |
| 30–34      | 3 318  | 3 597  | 6 915   |
| 35–39      | 3 320  | 3 941  | 7 261   |
| 40–44      | 3 437  | 4 098  | 7 535   |
| 45–49      | 3 910  | 4 556  | 8 466   |
| 50–54      | 3 980  | 4 722  | 8 702   |
| 55–59      | 4 265  | 4 950  | 9 215   |
| 60–64      | 3 503  | 4 214  | 7 717   |
| 65–69      | 2 765  | 3 214  | 5 979   |
| 70–74      | 1 783  | 2 391  | 4 174   |
| 75–79      | 1 174  | 1 562  | 2 735   |
| 80-84      | 675    | 1 127  | 1 802   |
| 85-89      | 331    | 681    | 912     |
| 90-94      | 98     | 232    | 330     |
| 95-99      | 19     | 63     | 82      |
| 100세 이상 | 4      | 8      | 12      |

## 기대수명

### 1950-현재 출생시 기대수명
| 기간      | 기대수명 | 기간      | 기대수명 |
| --------- | -------- | --------- | -------- |
| 1950–1955 | 60.44    | 1985–1990 | 73.32    |
| 1955–1960 | 64.38    | 1990–1995 | 73.56    |
| 1960–1965 | 66.58    | 1995–2000 | 73.69    |
| 1965–1970 | 68.22    | 2000–2005 | 73.97    |
| 1970–1975 | 70.04    | 2005–2010 | 74.67    |
| 1975–1980 | 71.55    | 2010–2015 | 75.37    |
| 1980–1985 | 72.87    | 2015-2020 | 76.08    |

출처: 유엔 세계인구전망 2019

## 유엔 인구 통계
출처: 유엔 세계인구전망 2019
| 아루바의 인구 | 아루바의 인구 | 아루바의 인구 | 아루바의 인구 | 아루바의 인구 | 아루바의 인구 | 아루바의 인구 | 아루바의 인구 |
| 1950          | 1970          | 1990          | 2000          | 2005          | 2010          | 2015          | 2019          |
| ------------- | ------------- | ------------- | ------------- | ------------- | ------------- | ------------- | ------------- |
| 3.8만 명      | ↗5.9만 명     | ↗6.2만 명     | ↗9.1만 명     | ↗10만 명      | ↗10.2만 명    | ↗10.4만 명    | ↗10.6만 명    |

2019년 유엔 인구 통계
총인구: 10만 6300명
15세 미만 인구: 17.6%
15~24세 인구: 14.0%
25~64세 인구: 54.3%
65세 이상 인구: 14.1%

1960-2017 아루바의 인구. 단위는 천 명.

노인 부양 가능 인구(65세 이상 노인 1명당 25~64세 노동 인구): 3.9명
인구 성장률: 0.4%
조출생률(인구 1000명당): 11.8명
합계출산율: 1.90명
조사망률(인구 1000명당): 9.2명
영아사망률(1살 미만 1000명당): 13명
유아사망률(5세 미만 1000명당): 15명
출생시 기대수명: 76.3세

## 미국 중앙정보국 월드 팩트북 인구 통계
출처: 미국 중앙정보국(CIA) 월드 팩트북.

### 인구
120,917명 (2021년 7월 추산)

### 민족
아루바인 66%, 콜롬비아인 9.1%, 네덜란드인 4.3%, 도미니카인 4.1%, 베네수엘라인 3.2%, 쿠라카오인 2.2%, 아이티인 1.5%, 수리남인 1.2%, 페루인 1.1%, 중국인 1.1%, 기타 6.2% (2010년 추산)

### 언어
파피아멘토어 (공용어) 69.4%, 스페인어 13.7%, 영어 (널리 사용) 7.1%, 네덜란드어 (공용어) 6.1%, 중국어 1.5%, 기타 1.7%, 불명 0.4% (2010년 추산)

### 종교
로마 가톨릭 75.3%, 개신교 4.9% (감리교 0.9%, 재림교 0.9%, 성공회 0.4%, 기타 개신교 2.7% 포함), 여호와의 증인 1.7%, 기타 12%, 무교 5.5%, 불명 0.5% (2010년 추산)

### 성별 및 연령 구조
0-14세: 17.55% (남성 10,524/여성 10,437)
15-24세: 12.06% (남성 7,231/여성 7,175)
25-54세: 40.54% (남성 23,387/여성 25,029)
55-64세: 14.79% (남성 8,285/여성 9,383)
65세 이상: 15.05% (남성 7,064/여성 10,913) (2020년 추산)

### 부양비
총부양비: 47
유소년부양비: 25.6
노년부양비: 21.5
잠재적 부양률: 4.7 (2020년 추산)

### 중위 연령
전체: 39.9세
남성: 38.2세
여성: 41.5세 (2020년 추산)

### 인구 성장률
1.17% (2021년 추산)

### 출생률
11.95명/1,000명 (2021년 추산)

### 사망률
8.54명/1,000명 (2021년 추산)

### 순이동률
8.27명/1,000명 (2021년 추산)

### 인구 분포
주민 대부분이 오랑예스타트와 산니콜라스 부근에 거주함.

### 도시화
도시 인구: 전체 인구의 43.9% (2021)
도시화 증감률: 연평균 0.77% 변화 (2020-25년 추산)

### 주요 도시 지역 - 인구
30,000명 오랑예스타트 (수도) (2018)

### 성비
출생시: 1.02 남성/여성
0-14세: 1.01 남성/여성
15-24세: 1.01 남성/여성
25-54세: 0.93 남성/여성
55-64세: 0.88 남성/여성
65세: 0.65 남성/여성
전체: 0.9 남성/여성 (2020년 추산)

### 영아 사망률
전체: 12.39명/출생 1,000명
남성: 16.89명/출생 1,000명
여성: 7.81명/출생 1,000명 (2021년 추산)

### 출생시 기대수명
전체: 77.76세
남성: 74.66세
여성: 80.93세 (2021년 추산)

### 합계출산율
1.83명/여성 (2021년 추산)

## 언어
아루바의 공용어는 네덜란드어와 파피아멘토어이다. 그러나 네덜란드어는 아루바의 행정 및 법률 집행 과정에 국한해 쓰이는 관용 언어인 반면, 파피아멘토어는 생활 속에서 절대 다수의 아루바 사람들이 쓰는 언어이다. 파피아멘토어는 크리올어에서 파생된 언어로, 아루바, 보네르섬, 그리고 퀴라소에서 주로 쓰이며, 네덜란드어, 스페인어, 포르투갈어, 그리고 다양한 서아프리카 토속언어의 어휘들이 혼합된 형태이다. 영어 또한 지속적으로 증가하는 관광업에서의 수요로 인해 널리 사용되고 있다. 또한 독일어, 스페인어, 그리고 포르투갈어 등 아루바 정착민 집단 규모에 따라 그 출신국가의 언어들도 쓰이고 있다.
최근 몇년간 아루바 정부는 파피아멘토어의 문화적 및 역사적 중요성을 강조하는데 점차 많은 관심을 쏟고 있다. 비록 아루바에서 쓰이는 파피아멘토 구어 (口語)는 주변 파파아멘토어 사용지역과 상당히 유사하나, 문어 (文語), 즉 문자언어의 형태에서는 다른 지역과 큰 차이가 있다. 파피아멘토의 철자법은 그 쓰이는 섬마다 차이가 있는데, 아루바는 보다 어원적 표기방식인 반면, 보네르 섬과 퀴라소에서는 표음적인 방면에 치중한다. 어떤 지역은 포르투갈어의 형식을 더 따르고 철자법도 동일하게 쓰는 반면 (ex. "j" 대신 "y"를 씀), 어떤 지역은 네덜란드어의 형식을 더 따른다.
1678년 처음 출판된 알렉산더 에쿠어멜린의 "아메리카 해적사" (원어: De Americaensche Zee-Roovers)에서는, 당시의 아루바 토착민들이 이미 스페인어를 구사할 수 있었다는 목격담을 엿볼 수 있다. 18세기 당시 아루바는 인근의 스페인 식민지 (현재 베네수엘라와 콜롬비아)와의 경제적 관계가 긴밀하였고, 따라서 스페인어가 중요한 언어로 자리잡기 시작하였다. 이후 베네수엘라 일부 텔레비전 채널이 아루바에서 송출되기 시작하였고, 현재 아루바에도 상당한 규모의 베네수엘라와 콜롬비아 교민 사회가 형성되어 있다. 오늘날 아루바 인구의 12.6%가 스페인어를 구사할 수 있다. 아루바에서의 영어 사용은 19세기 초 당시 영국이 아루바, 보네르 섬, 퀴라소를 점령했을 때부터 시작하였다. 1815년 다시 네덜란드령이 되었을 당시, 현지 관료는 아루바에서 이미 영어가 널리 쓰였다고 기술하였다.
아루바에는 4개의 파피아멘토어 신문 (Diario, Bon Dia, Solo di Pueblo, Awe Mainta), 3개의 영어 신문 (Aruba Daily, Aruba Today, The News), 그리고 1개의 네덜란드어 신문 (Amigoe)이 발행되고 있다. 아루바에는 18개의 라디오 채널 (AM 채널 2개, FM 채널 16개)과 2개의 텔레비전 채널 (Telearuba, Channel 22)이 운영되고 있다.

## 종교
천주교는 아루바에서 널리 받아들여지는 종교로, 전체 인구의 45%가 천주교 신자이다. 그 이외에도 다양한 기독교 종파들이 아루바에 존재하고 있다.